# Adrian Darya 1
Die ehemalige Adrian Darya 1 (früher Grace 1) ist ein 1997 gebauter Mineralöltanker aus der Gruppe der Very Large Crude Carrier. Seit 2020 verkehrt das Schiff unter dem Namen Arman 114.

## Geschichte
Das Schiff wurde unter der Baunummer 947 auf der Werft von Hyundai Heavy Industries in Ulsan, Südkorea, gebaut. Die Kiellegung fand am 27. Juli 1996 statt, der Stapellauf am 28. Februar 1997. Die Fertigstellung des Schiffes erfolgte am 31. März 1997. Der Doppelhüllentanker wurde nach seiner Fertigstellung als Meridian Lion für die Second Union Tanker Corporation unter der Flagge der Marshallinseln in Fahrt gesetzt, ab November 1998 durch OSG Ship Management bereedert und 1999 auf die Meridian Tanker Corporation, eine Tochtergesellschaft der US-amerikanischen Overseas Shipholding Group (OSG) übertragen. Die Overseas Shipholding Group erwarb im April 2003 das komplette Eigentum an den zuvor jeweils zu 50 % im Joint Venture mit einer großen Ölgesellschaft gehaltenen Tankern Meridian Lion und Equatorial Lion. Im Juni 2003 veräußerte die OSG beide Schiffe für jeweils 60,5 Millionen US-Dollar an die Salamon AG in Dortmund und charterte die Meridian Lion über acht Jahre für eine Tagescharterrate von 26.930 US-Dollar zurück. Das Schiff wurde 2003 auf die SAG Unternehmensbeteiligungsgesellschaft MT „Meridian Lion“ mbH & Co Tankschiff KG eingetragen, die Bereederung übernahm Columbia Shipmanagement. 2006 wurde der Tanker in Overseas Meridian umbenannt.
Am Morgen des 20. Dezember 2007 kollidierte die Overseas Meridian in der südlichen Einfahrt zum Sueskanal mit dem Suezmax-Tanker Isi Olive. Beide Schiffe liefen auf Grund, woraufhin der Verkehr auf dem Kanal für sechs Stunden gestoppt werden musste.
2013 wurde das Schiff an Grace Tankers mit Sitz in Singapur verkauft und als Grace 1 unter die Flagge Panamas gebracht. Der Flaggenstaat entzog dem Schiff am 29. Mai 2019 das Recht, die panamaische Flagge zu führen, da es Hinweise gebe, dass das Schiff mit terroristischen Aktivitäten in Verbindung gebracht werden könne. Schon im März 2019 hatte Reuters die erhaltenen Ladungspapiere mit den Bewegungen des Schiffes verglichen. Obschon die Papiere eine Beladung des Schiffes im Dezember 2018 in Irak auswiesen, konnte Reuters keine Hinweise auf eine Anwesenheit des Schiffes in Basra feststellen, vielmehr war das AIS-Tracking des Schiffes zwischen dem 30. November und dem 14. Dezember 2018 deaktiviert. Die nächste gesicherte Aufzeichnung der Grace 1 erfolgte nahe dem iranischen Hafen von Bandar Assaluyeh in vollbeladenem Zustand.
2019 wurde das Schiff an das in Panama ansässige Unternehmen Ocean Mark Shipping verkauft und als Adrian Darya 1 unter die Flagge des Irans gebracht. Ende 2020 wurde das Schiff in Arman 114 umbenannt.

### Aufbringen 2019
Am 4. Juli 2019 enterte eine Kommandoeinheit von 30 Soldaten der britischen Royal Marines in Zusammenarbeit mit Einheiten der Polizei und des Zolls aus Gibraltar das Schiff vor Gibraltar. Die Besatzung wurde britischerseits verdächtigt, die mit einem EU-Embargo belegte syrische Raffinerie Banias Refinery Company mit dem mit offensichtlich iranischem Öl voll beladenem Schiff zu beliefern, was aufgrund einer Änderung der Rechtslage einen Tag davor seitens Gibraltars verboten worden war. Zudem soll eine entsprechende Bitte der USA vorgelegen haben. Das Schiff wurde beschlagnahmt. Der Kapitän und der erste Offizier, beide indische Staatsbürger, wurden verhaftet. Der Ministerpräsident Gibraltars, Fabian Picardo, informierte die Präsidenten der Europäischen Kommission und des Europäischen Rates über die Aktion, die nach Darstellung Gibraltars dem Schutz eines EU-Embargos diene, das Syrien seit 2011 den Export von Erdöl verbietet. Rohöllieferungen nach Syrien fallen hingegen nicht unter das Embargo.
An Bord befanden sich 28 Besatzungsmitglieder aus Indien, Pakistan und der Ukraine. Bei den im Juli 2019 üblichen Weltmarktpreisen im Bereich von etwa 60 bis 65 US-Dollar pro Barrel OPEC-Rohöl hatte die Ladung einen Wert von über 120 Millionen US-Dollar.
Am 15. August 2019 wurde bekannt, dass das Schiff wieder freigegeben werden soll, nachdem der Iran versichert hatte, dass die Ladung an Bord des Schiffes nicht für Syrien bestimmt wäre. Die USA versuchten zu intervenieren, um die Freigabe zu verhindern. Dazu wurde sogar die Beschlagnahmung des Schiffes durch ein US-amerikanisches Bundesgericht in Washington verfügt. Die wurde von den Behörden in Gibraltar mit Verweis auf EU-Recht abgelehnt.
Am 18. August 2019 um 23.49 Uhr Ortszeit nahm das Schiff, von einer neuen Besatzung geführt, langsame Fahrt Richtung Griechenland auf, das dem Tanker jedoch jede Unterstützung verweigerte. Am 26. August meldete IRIB, dass die Ladung an einen nicht genannten Käufer verkauft worden sei. Das Schiff befand sich zu der Zeit südlich Griechenlands.
Am 4. September 2019 bestätigte das amerikanische Außenministerium, dass dem Kapitän der Adrian Darya 1 mehrere Millionen Dollar angeboten worden waren. Im Gegenzug sollte er den Tanker in die Gewässer eines Landes steuern, in dem es festgesetzt werden könnte.
Anfang September 2019 stoppte die Adrian Darya 1 70 Kilometer vor der syrischen Küste. Nach den Erkenntnissen des Internetportals Tanker Trackers wurde die Ladung Anfang Oktober 2019 auf kleinere Schiffe verladen und nach Syrien geliefert.

## Technische Daten
Das Schiff wird von einem Siebenzylinder-Dieselmotor des Typs 7S80MC mit 24.485 kW Leistung angetrieben. Der Motor des Herstellers MAN B&W wurde von Hyundai Heavy Industries in Lizenz gebaut. Er wirkt auf einen Propeller.
Das Schiff verfügt über 15 Ladungstanks. Die Kapazität der Tanks beträgt 331.536 m³. Das entspricht 2,084 Millionen Barrel oder etwa dem täglichen deutschen Rohölverbrauch.